# Ashwellthorpe
Ashwellthorpe – wieś w Anglii, w Norfolk. W 1961 wieś liczyła 494 mieszkańców. Ashwellthorpe jest wspomniana w Domesday Book (1086) jako Torp.